# Quảng trường Hôtel-de-Ville
| Quảng trường · Hôtel-de-Ville      | Quảng trường · Hôtel-de-Ville |
| ---------------------------------- | ----------------------------- |
|                                    |                               |
| Quận                               | Quận 4                        |
| Chiều dài                          | 155 m                         |
| Chiều rộng                         | 82 m                          |
| Đặt tên                            | 1803                          |
|                                    |                               |
|                                    |                               |
| Quảng trường thành sân bóng chuyền |                               |

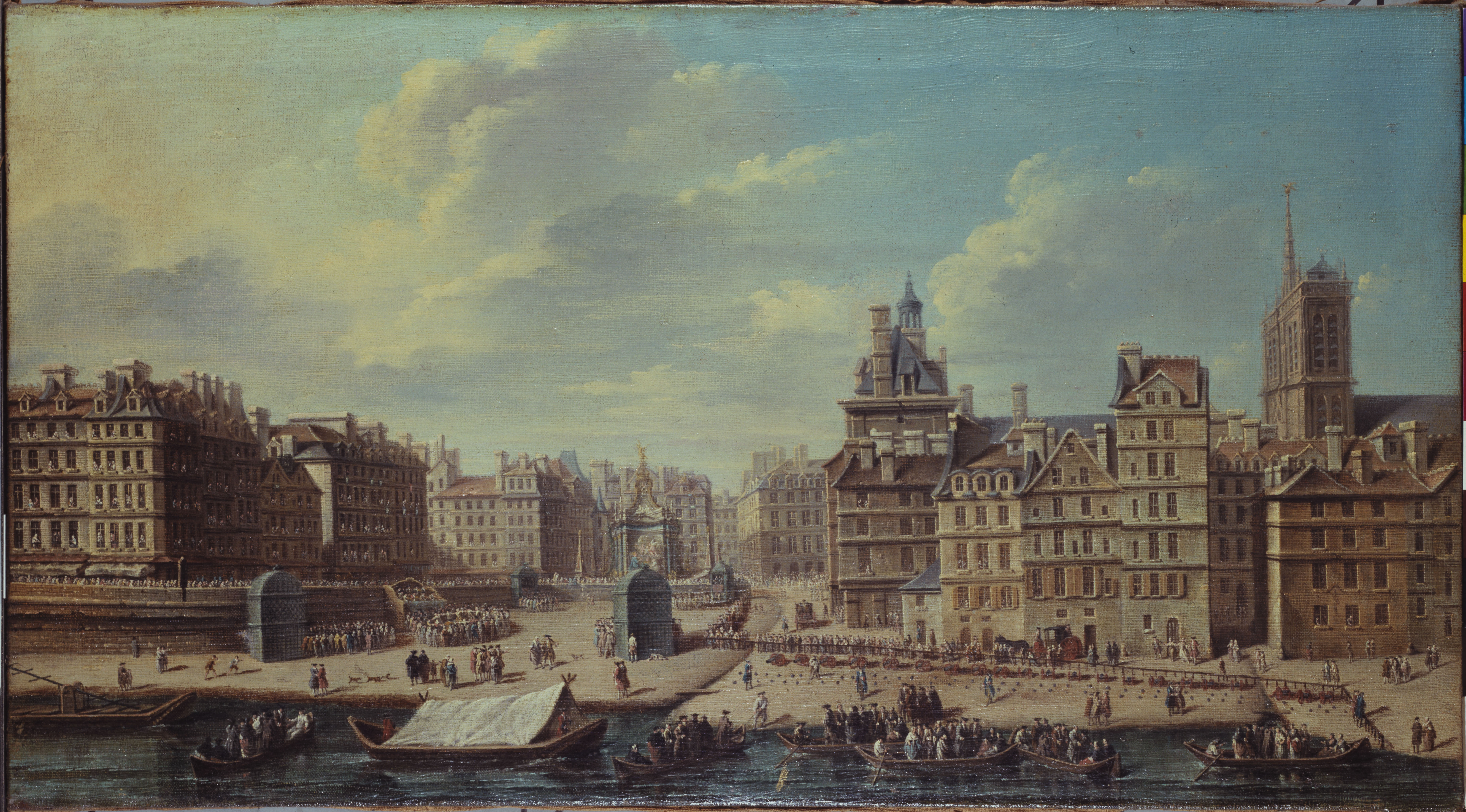
Cảng Grève 1746, tranh Nicolas-Jean-Baptiste Raguenet

Quảng trường Hôtel-de-Ville là quảng trường thị chính của thành phố Paris. Nằm phía trước Tòa thị chính thành phố, quảng trường Hôtel-de-Ville ở bên bờ phải sông Seine, thuộc Quận 4. Trước đây, quảng trường này có tên là Quảng trường Grève. Tới năm 1803, nó được đổi tên thành quảng trường Hôtel-de-Ville. Trong tiếng Pháp, Hôtel de Ville có nghĩa là Tòa thị chính.
| Métro Paris | Bến tàu điện ngầm: Hôtel de Ville |

## Quảng trường Hôtel-de-Ville
Quảng trường Hôtel-de-Ville dài 155 mét, rộng 82 mét. Phía Bắc quảng trường là phố Rivoli, phía Đông là Tòa thị chính, còn phía Nam là sông Seine, kè Hôtel-de-Ville. Từ năm 1982, khu vực này được dành riêng cho người đi bộ. Ngày nay, quảng trường Hôtel-de-Ville là nơi tổ chức nhiều sinh hoạt của thành phố.
Trong Paris-Plage 2004, một phần bờ sông Seine được cải tạo thành bãi biển nhân tạo, quảng trường Hôtel-de-Ville trở thành bãi bóng chuyền. Vào mùa đông, một sân trượt lớn băng được bố trí tại quảng trường. Mùa xuân, đây trở thành nơi hiến máu nhân đạo. Khi có các cuộc đấu thể thao lớn như Cúp bóng đá thế giới hay Giải vô địch bóng bầu dục, một màn hình lớn được đặt tại quảng trường Hôtel-de-Ville dành cho những người hâm mộ.

## Lịch sử

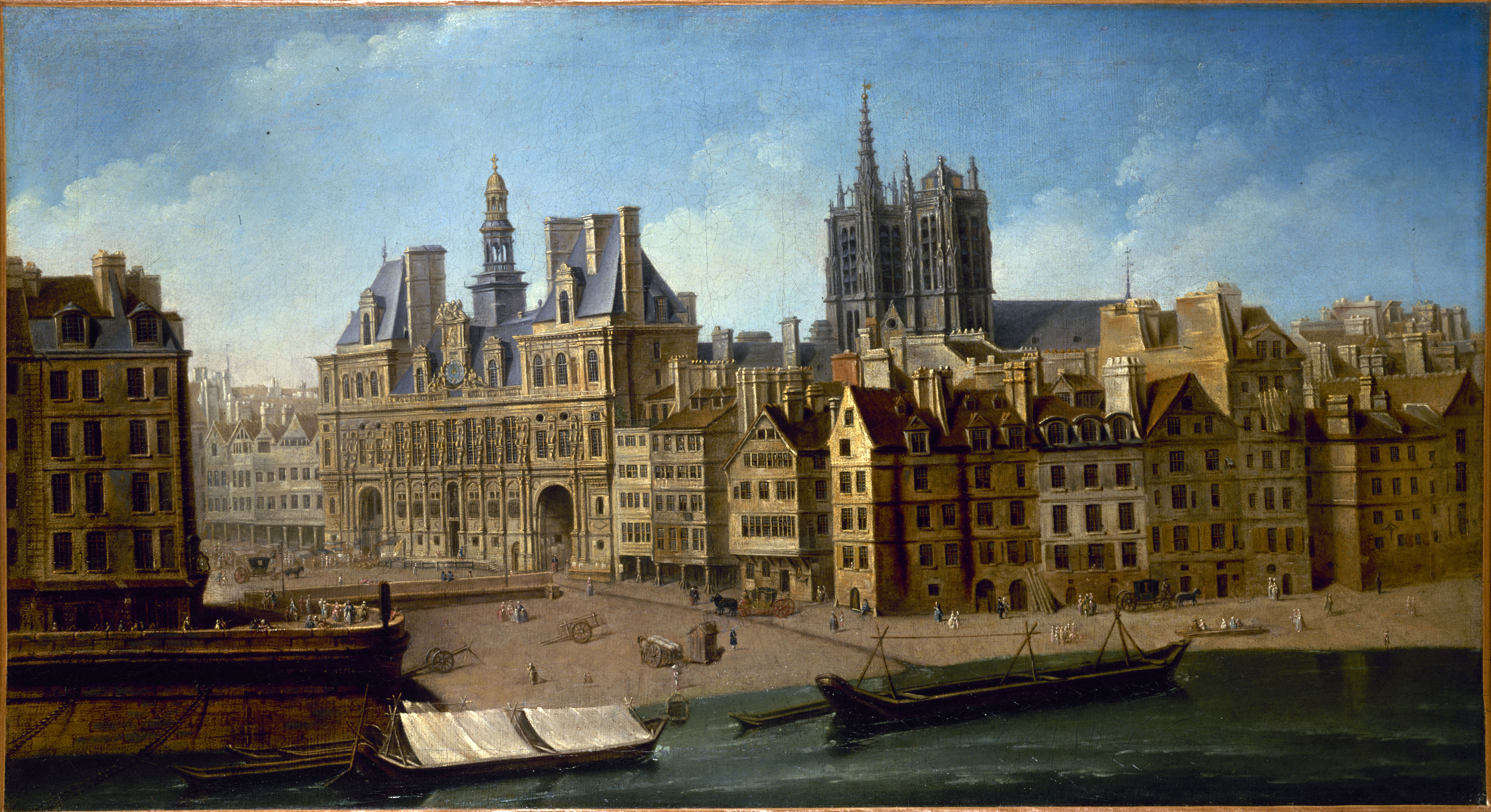
Tòa thị chính 1753, tranh Nicolas-Jean-Baptiste Raguenet

Vị trí của quảng trường Hôtel-de-Ville trước đây vốn là một bãi của sông Seine, nơi các hàng hóa cập bến để để chuyển về các chợ của Paris.
Một bến cảng được xây dựng và thay thế cho cảng Saint Landry của đảo Île de la Cité. Nhờ bến cảng, khu vực bờ phải xung quanh phát triển. Cảng Grève trở thành bến cảng quan trọng nhất của Paris với gỗ, lúa mỳ, rượu vang, cỏ khô cho chăn nuôi... Từ nơi đây hàng hóa dễ dàng chuyển đến các chợ. Quảng trưởng mang tên Grève ra đời. Trong tiếng Pháp, grève có nghĩa bãi sông.
Tới năm 1357 thì Tòa thị chính được xây dựng ở đây. Rất nhiều vụ hành hình được tổ chức ở quảng trường Grève. Ngày 27 tháng 5 năm 1610, François Ravaillac bị xử tử vì tội ám sát vua Henri IV. Năm 1757, Robert François Damiens bị hành hình vì ám sát Louis XV nhưng không thành.
- 1310: Marguerite Porete, thiêu
- 1549: Jacques Ier de Coucy, chém
- 1559: Anne du Bourg, treo cổ rồi thiêu
- 1574: Bá tước Montgomery, chém
- 1602: Guy Éder de La Fontenelle, bánh xe đè
- 1610: François Ravaillac, phanh thây
- 1632: Louis de Marillac, chém
- 1680: Catherine Deshayes, thiêu
- 1721: Louis Dominique Cartouche, bánh xe đè
- 1757: Robert François Damiens, phanh thây
- 1766: Thomas Arthur de Lally-Tollendal, chém

Tiếp đó, trong thời kỳ Cách mạng Pháp, quảng trường Grève là nơi đặt máy chém. Ngày 25 tháng 4 năm 1792, người đầu tiên bị chém là Nicolas Pelletier, chỉ là một kẻ trộm. Nhưng tới năm 1794, một lần nữa máy chém lại được dựng ở đây. Nhưng nạn nhân lần này là các chính trị gia Jean-Baptiste Carrier, Fouquier-Tinville.
Ngày 19 tháng 3 năm 1803, quảng trường được đổi tên thành Hôtel-de-Ville, quảng trường thị chính của thành phố.